# Ampelokipoi (Atene)
Ampelokipoi o Ambelokipi (in greco Αμπελόκηποι?) è un quartiere centrale di Atene. Il quartiere si trova ad est delle vie Kifisías e Alexándras, ed è attraversato dai viali Mesogeíon e Katecháki.
Nel quartiere vi è il monastero di Petraki, sede del Santo Sinodo della Chiesa di Grecia. Il distretto ospita anche l'edificio più alto della Grecia, la Torre di Atene.

## Trasporti
Il quartiere è servito dalla linea 3 della metropolitana di Atene.